# Monument funéraire de Nicole Robinet de La Serve
Le monument funéraire de Nicole Robinet de La Serve est un monument funéraire remarquable de l'île de La Réunion, département d'outre-mer français dans le sud-ouest de l'océan Indien. Situé dans le cimetière de Saint-André, à Saint-André, il contient les restes de Nicole Robinet de La Serve, homme politique du début du XIXe siècle qui fonda le mouvement des Francs-Créoles. Il est inscrit en totalité au titre des Monuments historiques depuis le 3 avril 2007, l'inscription comprenant la grille d'enceinte et les tombes,.